# Adesmia acuta
Adesmia acuta är en ärtväxtart som beskrevs av Arturo Erhardo Erardo Burkart. Adesmia acuta ingår i släktet Adesmia och familjen ärtväxter. Inga underarter finns listade i Catalogue of Life.